# Peuerbach
Pour les articles homonymes, voir Peuerbach (homonymie).
Peuerbach est une commune autrichienne du district de Grieskirchen en Haute-Autriche.

## Personnalités liées à la commune
- Georg von Peuerbach (1423-1461), astronome, mathématicien et inventeur, précurseur du système copernicien, né à Peuerbach.